# Badea Cârțan
Gheorghe Cârțan cunoscut și sub numele de Badea Cârțan (n. 24 ianuarie 1849, Cârțișoara, România – d. 7 august 1911, Sinaia, Prahova, România), a fost un țăran român care a luptat pentru independența românilor din Transilvania, distribuind cărți românești, aduse clandestin din România, la sate. A călătorit pe jos până la Roma pentru a vedea cu ochii săi Columna lui Traian și alte mărturii despre originea latină a poporului român. În 1877 s-a înrolat voluntar în războiul de independență al României.
„Muzeul Etnografic și Memorial Badea Cârțan” din Cârțișoara, localitatea sa natală, deține obiecte care i-au aparținut. La Bistrița se afla statuia sa, care reproduce omul, dar și bățul/toiagul său faimos.
În anul 1864, a trecut cu turma, pe munte, ilegal, granița dintre Imperiul Austro-Ungar și România, pentru a vedea țara în care auzise că trăiesc frații săi români, liberi de orice stăpânire străină.
În 23 mai 1867 și-a luat cele 40 de oi ce-i reveneau drept moștenire de pe urma tatălui și, cu ajutorul unui oarecare Ion Cotigă, un intelectual brașovean care devenise cioban din proprie inițiativă, trece cu turma în România. Cotigă îl învață pe tânăr puțină istorie a românilor, câte ceva despre filosofi, apoi îl ajută să învețe să scrie și să citească, fiind cel care a influențat devenirea ulterioară a tânărului Cârțan.

## Rolul său istoric

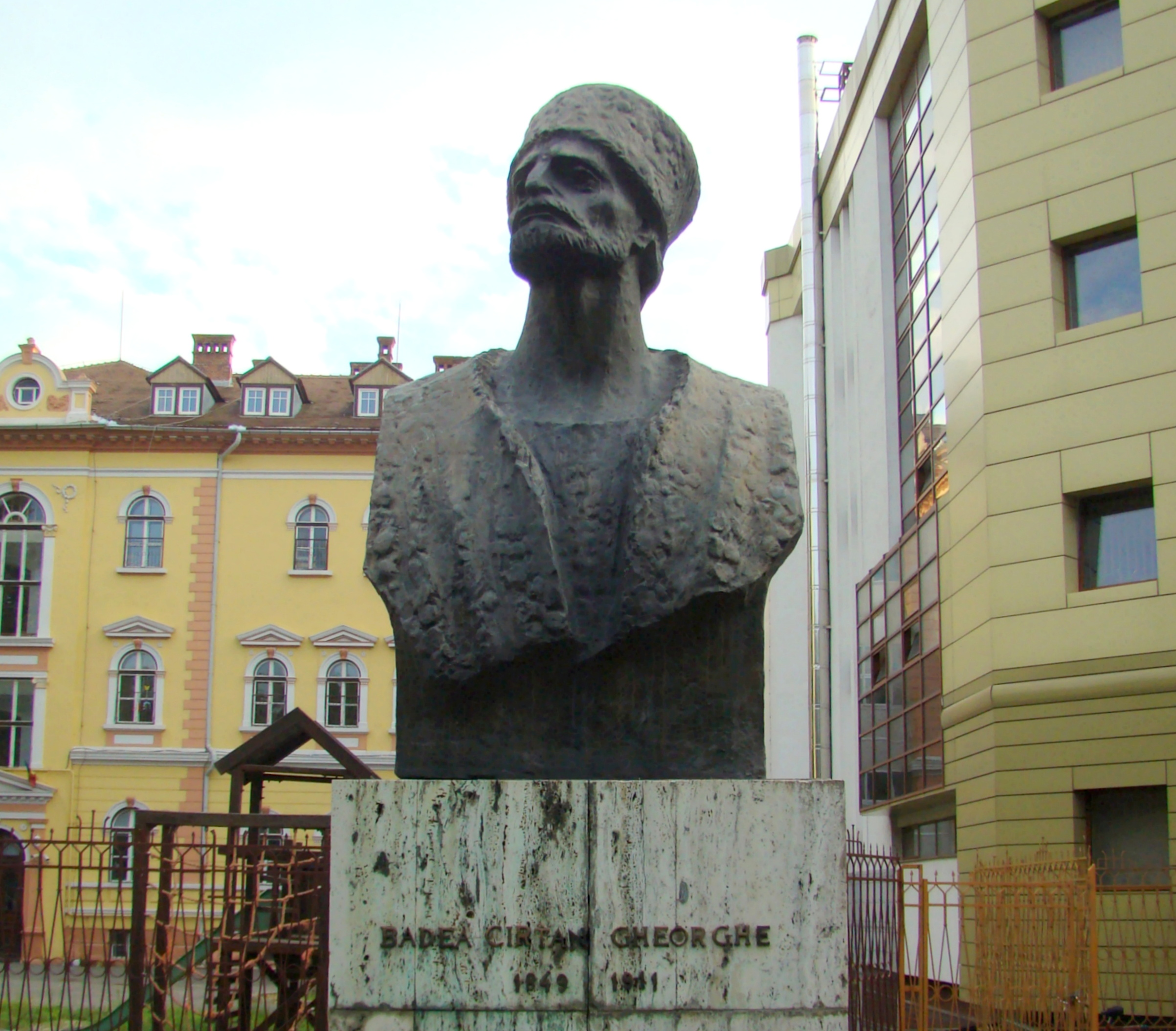
Bustul lui Badea Cârțan din Parcul Astra, realizat de sculptorul sibian Kurtfritz Handel din bronz, înalt de 1,2 m, așezat pe un soclu de travertin.

Mormântul lui Gheorghe Cârțan în Sinaia

Badea Cârțan a fost un țăran originar din Cârțișoara (Sibiu), unde s-a născut în anul 1849. Acest cioban simplu a rămas în istoria românilor ca un luptător pentru unirea românilor din Transilvania cu cei din Vechiul Regat, toată viața sa dedicând-o acestui scop.
Într-o vreme în care românii din Transilvania aparțineau Imperiului Austro-Ungar și nu se bucurau de drepturi, Badea Cârțan a folosit cea mai eficientă armă, cartea. Badea Cârțan, care a îndrăgit cu patimă cartea, cartea românească și cartea de istorie. Timp de peste 30 de ani a trecut de mai multe ori munții, din porunca inimii, aducând din Vechiul Regat în Transilvania, în traistă, sute de cărți românești. Ajuns de mai multe ori la București, el a cunoscut mai mulți oameni de cultură, de la care a învățat istoria românilor și mai ales ideea romanității poporului român. Dorind să vadă cu propriii săi ochi momentele care erau mărturii ale istoriei poporului român, Badea Cârțan s-a hotărât să plece pe jos la Roma. În ianuarie 1896 a mers pe jos 20 de zile până la Viena și 23 de zile, apoi până la Roma. Ajuns acolo, Badea Cârțan s-a dus mai întâi la Columna lui Traian.
„Cum era singur și al nimănui, cum se făcuse seară, s-a așezat pe trotuar și s-a culcat la picioarele Columnei. A doua zi dimineața, trecătorii, polițiștii, ziariștii, au avut o revelație: un țăran din Corjați, un dac la picioarele Columnei lui Traian. Presa din Roma a scris în ziua următoare: „Un dac a coborât de pe Columnă: cu plete, cu cămașă și cușmă, cu ițari și cu opinci”. I s-a publicat fotografia, i s-au luat interviuri.” Badea Cârțan a făcut senzație la Roma, a fost invitat la mediile politice, culturale, jurnalistice din Italia, fiind primit cu simpatie și prietenie.
De-a lungul vieții sale a călătorit prin Ungaria, Austria, Italia, Elveția, Egipt, Germania, Ierusalim și în atâtea locuri prin țară. Dacă alți călători celebri și-au dedicat viața expedițiilor din dorința de a descoperi noi teritorii, ori pentru a se îmbogăți, Badea Cârțan a călătorit pentru a vedea cu ochii săi strămoșii poporului român și din dragoste pentru istoria lor. Badea Cârțan a fost cunoscut, îndrăgit, prețuit de bărbații politici, de oamenii de cultură, de mediile patriotice din Vechiul Regat.
Badea Cârțan se întoarce la oi după fiecare aventură. Dar o altă idee nu-i da pace lui: vrea să facă negoț cu cărți și anume cu cărți românești. N-a putut prima dată când a cerut autorizație. Pentru că omul nostru spunea tot ce avea pe suflet și trimișii împărătești nu prea erau de acord. Pleacă la Vat, unde era închis Ioan Slavici și, apoi, la Seghedin, unde erau închiși Memorandiștii de la Cluj. Și despre toate simțămintele lui pune pe hârtie versuri. Pe la 1895, iar cere autorizație să facă negoț, tot cu cărți românești. De data aceasta este arestat.
În anul 1911, la 62 de ani, Badea Cârțan s-a stins din viață, fără a mai apuca să vadă ziua întregirii tuturor românilor. A fost înmormântat în cimitirul de la Sinaia, pe mormântul său fiind trecute următoarele cuvinte: "G. (Gheorghe) Badea Cârțan Doarme Visând Întregirea Neamului Său”.